# Carlo Maria Sacripante

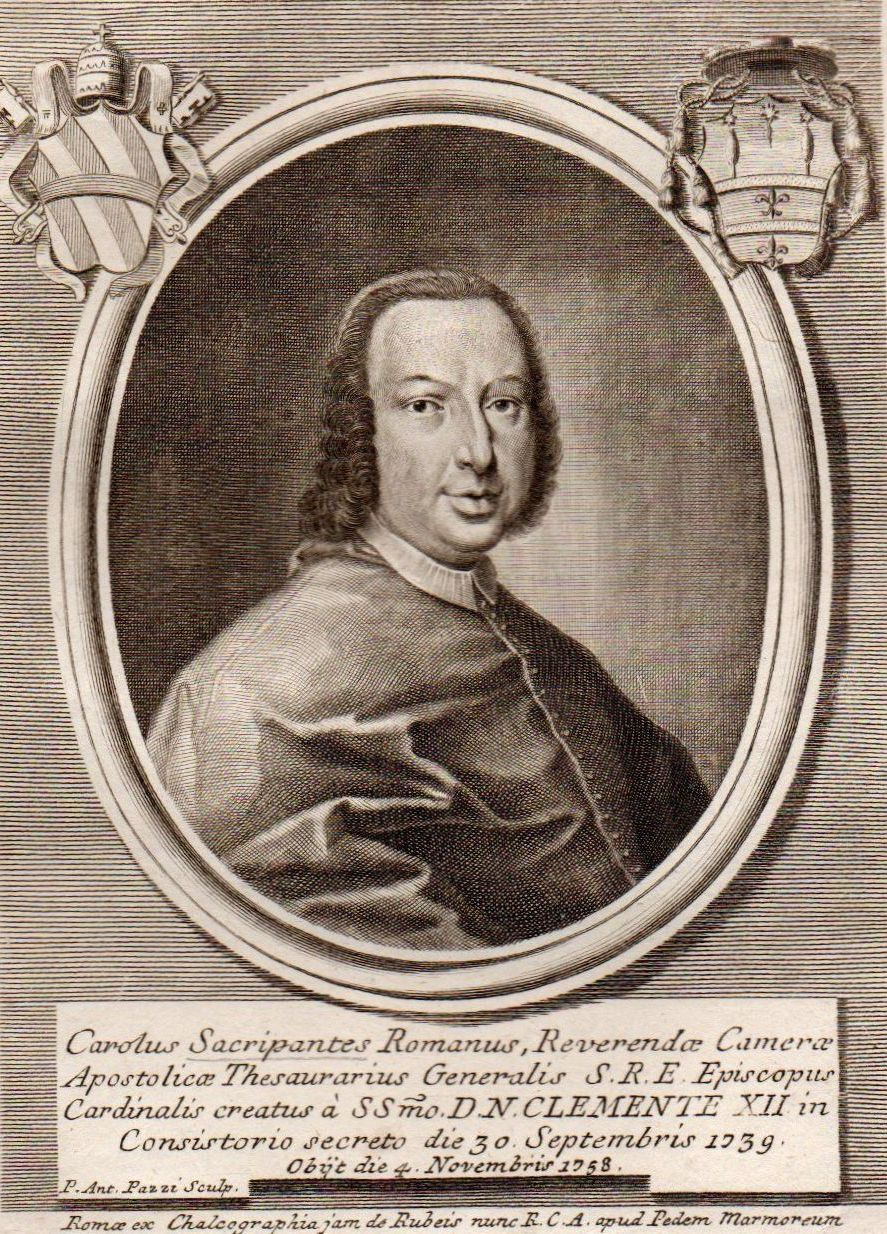
Carlo Maria Kardinal Sacripante (Porträtstich 18. Jh.)

Carlo Maria Sacripante, auch Carlo Maria Sacripanti, (* 11. September 1689 in Rom; † 4. November 1758 in Narni) war ein Kardinal der Römischen Kirche und Bischof des suburbikarischen Bistums Frascati.

## Leben
Als Sohn von Filippo Sacripante († April 1714) und der Vincenza Maria Vituzzi sowie als Neffe des Kardinals Giuseppe Sacripante entstammte er einer Patrizierfamilie aus Narni. Er durchlief bei seinem Vater, der Konsistorialadvokat war, seine Ausbildung und erste kirchliche Ämter. Nach dem Tod seines Vaters wurde er Fiskaladvokat der Römischen Kirche.
Am 30. September 1739 wurde er, obwohl er noch keine Weihe empfangen hatte, von Papst Clemens XII. zum Kardinal kreiert, der Papst dispensierte Sacripante am 2. Oktober desselben Jahres von der Notwendigkeit, die Weihe zu empfangen. Den Kardinalshut und die Titeldiakonie Santa Maria in Aquiro erhielt er am 16. November 1739. Sacripante nahm am Konklave 1740 teil, das Benedikt XIV. zum neuen Pontifex wählte. Am 29. Mai 1741 wechselte seine Titeldiakonie zu Santa Maria in Portico Campitelli. Der Kardinal wurde am 13. Mai 1742 zum Subdiakon und zwei Tage später zum Diakon geweiht, woraufhin ihm am 10. April 1747 die Titeldiakonie Santa Maria ad Martyres zugewiesen wurde.
Die Priesterweihe empfing Sacripante Ende Dezember 1750 oder Anfang Januar 1751, seine Primiz feierte er am 6. Januar 1751. Seine Titelkirche als Kardinalpriester war ab dem 1. Februar 1751 Sant’Anastasia al Palatino.
Am 12. Januar 1756 erhob Papst Benedikt XIV. ihn zum Kardinalbischof von Frascati. Die Bischofsweihe spendete ihm am 25. Januar desselben Jahres Kardinal Giovanni Antonio Guadagni, Mitkonsekratoren waren Erzbischof Nicolò Lercari und Bischof Giovanni Battista Giampè. Carlo Maria Sacripante nahm am Konklave 1758 teil, zeigte sich jedoch unzufrieden mit der Wahl von Clemens XIII., resignierte und zog sich nach Narni zurück, wo er kurz darauf starb.
Sein Grab befindet sich in einer Familiengruft in der Kathedrale von Narni.

## Werke
- Raccolta, rinovazione, e dichiarazione dei bandi, ordini, e provvisioni in diversi tempi emanate sopra le dogane generali di Roma. Rom 1738.